# Фотинка Петрова
Фотина (Фотинка) Петрова-Кирова е българска просветна и революционна деятелка от Македония.

## Биография
Фотинка Петрова е българска учителка от Битоля, тогава в Османската империя. Отрано се включва в революционната борба; за нея Йордан Бадев пише, че „отдаде и детството, и първата си младост на движението“ (ВМОРО).
Влиза в тайния революционен женски кръжок. Той се състои предимно от учителки и оказва съдействие на  Вътрешната македоно-одринска революционна организация (ВМОРО) чрез агитация между жените, пренасяне на писма, пазене и укриване на архиви, приготвяне и прибиране на дрехи от гражданите за затворниците и четите, пренасяне нa пушки и патрони вън от града, в черквата „Св. Неделя“, откъдето специални куриери ги взимат и пренасят по селата.
Участва в изработването на въстаническите знамена – Битолският революционен комитет възлага да се направят осем знамена за околиите. Фотинка Петрова разказва: Употребихме свръхусилия и ги изработихме всички. <...> Работехме, то се знае, с въодушевление. Една гледаше към пътната врата, за да не бъдем изненадани от властта, другите бродираха и всички пеехме. И как пеехме! – тихо, от сърце, и понякога плачехме не от скръб, а от благоговеен възторг.
„Една просветена и заслужила битолчанка“, пише за нея през 40-те години на XX век Йордан Бадев.